# Sonntagskarspitze
Sonntagskarspitze (2350 m n. m.) je hora v Rottenmannských Taurách na území rakouské spolkové země Štýrsko. Nachází se v hřebeni vybíhajícím od hory Grosser Bösenstein (2448 m) směrem na severozápad. Na severu sousedí s horou Dreistecken (2382 m) a na jihovýchodě se samotným Grosser Bösensteinem (2448 m). Dreistecken je oddělen sedlem Gamsscharte (2215 m). Jihozápadním směrem vybíhá z hory krátký boční hřeben, který směřuje přes sedlo Seitenstallpolster (1840 m) k vrcholu Wurzleiten (2066 m), kde se ostře láme na sever a za vrcholem First (2010 m) klesá do údolí. Pod severovýchodními svahy Sonntagskarspitze se rozkládá jezero Gefrorenersee (2076 m).

## Přístup
- po značené turistické cestě č. 944 od chaty Edelrautehütte